# 숏버스 섬뜩행
숏버스 섬뜩행은 한국에서 제작된 강다연, 김상규, 전민혁, 임의준 감독의 2021년 드라마, 공포 영화이다. 천하영 등이 주연으로 출연하였다.

## 출연

### 주연
- 천하영
- 김벼리
- 백지혜
- 손예원
- 윤정로
- 김현목
- 손우민
- 박성은

### 조연
- 김영주
- 이정민
- 경성환
- 김대기